# New England
New England (Tân Anh) là khu vực ở vào góc đông bắc của đại lục địa Hoa Kỳ, gần kề Đại Tây Dương, tiếp giáp Canada. Vùng đất New England bao gồm 6 bang của Hoa Kỳ, từ bắc đến nam tách ra là bang Maine, Vermont, New Hampshire, Massachusetts, Rhode Island và Connecticut. Boston - thủ phủ bang Massachusetts, là thành phố lớn nhất và trung tâm kinh tế - văn hoá của vùng đất đó. Vùng đất New England có được môi trường giáo dục và đào tạo tốt nhất nước Mĩ cho đến cả thế giới.
Đầu thế kỉ XVII gần 400 năm trước, lúc các tín đồ Thanh giáo vì mục đích trốn tránh sự bức hại tôn giáo ở châu Âu cho nên đến vùng đất New England, trong khu vực này đã từng có nguyên trú dân Bắc Mĩ cư trú. Vào thế kỉ XVIII, New England là một trong những thuộc địa Bắc Mĩ thuộc Anh đầu tiên biểu hiện ý chí độc lập trong sự thống trị của đế quốc Anh —— mặc dù vùng đất England kiên trì thái độ phản chiến lúc xảy ra chiến tranh Anh - Mĩ năm 1812. Vào thế kỉ XIX, New England đã đóng vai trò trọng yếu trong cuộc vận động bãi bỏ nô lệ ở Hoa Kỳ, đã trở thành chỗ phát nguyên triết học và văn học Hoa Kỳ, khu vực đầu tiên tổ chức và xây dựng giáo dục công cộng miễn phí. Đồng thời, nó cũng là vùng đất đầu tiên ở Bắc Mĩ thể hiện ra thành quả cách mạng công nghiệp.
Người dân đến từ khu vực New England hay được gọi là "người New England" (New Englander). Vùng đất New England và vùng đất Trung-Đại Tây Dương gọi chung là vùng đất Đông Bắc. Vùng đất New England là một bộ phận của khu vực đông bắc Đại Tây Dương ở Hoa Kỳ và Canada.

## Địa mạo địa hình
Địa mạo của vùng đất New England là sản phẩm sau khi sông băng rút lui đã xây đắp nên địa mạo vào mấy ngàn năm trước, để lại gò đồi trơn tròn, dãy núi cao và đường bờ biển uốn cong. Đường bờ biển từ tây nam bang Connecticut kéo dài dằng dặc đến đông bắc bang Maine đã phân bố rất nhiều hồ chằm, đồi núi, ao đầm và cồn cát, nhất là ở mũi Cod, bang Massachusetts. Sau khi rời khỏi bờ biển, chiều cao đất liền so với mức mặt biển dần dần tăng cao, bao gồm dãy núi cao nhấp nhô và đỉnh núi đá kéo dài liên tiếp xuyên qua Connecticut, Massachusetts, Vermont, New Hampshire và Maine. Chúng nó là bộ phận hợp thành của mạch núi Appalachia. Bên trong bang New Hampshire có đỉnh núi cao nhất nằm ở dãy núi Bạch Sơn (White Mountains), núi Washington có chiều cao đạt tới 1.917 mét là điểm cao nhất so với mức mặt biển ở phía đông bắc Hoa Kỳ. Chỗ này cũng đã từng được đo lường tốc độ gió lớn nhất trên trái đất cho đến nay. Dãy núi Lục Sơn (Green Mountains) ở bang Vermont, coi là phân nhánh của dãy núi Berkshires ở phía tây Massachusetts, hơi thấp so với dãy núi Bạch Sơn. Thung lũng bên trong khu vực này bao gồm lũng sông Connecticut và thung lũng Merrimack.
Vùng đất New England có rất nhiều khe suối và dòng sông. Dòng sông dài nhất là sông Connecticut, bắt nguồn ở vùng đồi núi phía đông bắc bang New Hampshire, chảy vào eo biển Long Island, dài tổng cộng 655 kilômét. Hồ Champlain - chỗ giáp giới bang New York và bang Vermont là hồ lớn nhất trong khu vực này, chỉ xếp sau nó là hồ Moosehead ở bang Maine, hồ Winnepesaukee ở bang New Hampshire, hồ Quabbin ở bang Massachusetts và hồ Candlewood ở bang Connecticut.

## Khí hậu
Dòng biển lạnh Labrador ở Bắc Băng Dương men theo bờ biển đi xuống phía nam, bị nó ảnh hưởng, nhiệt độ không khí khá thấp. Ba bang phía nam New England gồm Connecticut, Rhode Island và Massachusetts thuộc về khí hậu mùa hè dài lục địa tính ẩm ướt, mùa hè nóng nực, mùa đông rét mướt. Ba bang phía bắc New England gồm New Hampshire, Maine và Vermont thuộc về khí hậu mùa hè ngắn lục địa tính ẩm ướt, mùa hè mát mẻ, mùa đông lạnh dữ dội. Mùa xuân ở New England ẩm ướt và nhiều mây, mùa thu lá cây nhiều màu rực rỡ trở thành một cảnh vật địa phương, bởi vì lá cây ở chỗ đó đổi màu sớm hơn các bang khác ở Hoa Kỳ, cho nên đã trở thành một trong những nơi nổi tiếng của Hoa Kỳ mà du khách hay nhắm tới.
Bởi vì kề cận Đại Tây Dương, ở dốc đón gió của mạch núi Appalachia, hơi nước đến từ dòng biển ấm Bắc Đại Tây Dương của khơi xa bị dòng biển lạnh Labrador gần biển làm lạnh ngay lập tức, do đó lượng giáng thủy và lượng tuyết rơi ở New England khá lớn. Lượng giáng thủy trung bình hằng năm của khu vực vào giữa 1.000 đến 1.500 milimét, nhưng mà hai bang phía bắc gồm Vermont và Maine có lượng giáng thủy hơi thấp, mỗi năm chừng 500 đến 1.000 milimét. Tuy nhiên, lượng tuyết rơi hằng năm thường hay đạt đến 2.500 milimét. Chính vì nguyên do đó, vùng núi của Vermont và New Hampshire là thắng cảnh nghỉ dưỡng và trượt tuyết có tiếng vào mùa đông.

## Chính trị
Người châu Âu đến New England định cư vào thời kì đầu là tín đồ Thanh giáo của đế quốc Anh nhằm trốn tránh bức hại tôn giáo. Lịch sử thời kì đầu của đại đa số vùng đất New England đã lưu lại dấu ấn sâu sắc về sự không khoan dung tôn giáo cùng với sự bạo ngược tàn khốc của pháp luật và mệnh lệnh.
New England vào thời kì đầu, hoàn toàn không tồn tại nguyên tắc phân tách tôn giáo và nhà nước, hành vi cá nhân bị hạn chế nghiêm ngặt. Lúc thuộc địa Rhode Island kiến lập, đã có thể chế phân tách tôn giáo và nhà nước rất nghiêm ngặt, không khoan dung tôn giáo của vùng đất khác đã hình thành tương phản rõ ràng với nó. Providence mãi đến năm 1700 (năm thứ 64 sau khi kiến lập) mới có nghĩa trang công cộng và nghị viện. Nguyên nhân chủ yếu của nó là ý kiến đối lập sắc bén giữa tôn giáo và cơ quan chính phủ.
New England xét về phương diện lịch sử là kho phiếu ổn định của đảng Cộng hoà (thí dụ như, bang Vermont từ đại tuyển cử tổng thống năm 1856 đến đại tuyển cử tổng thống năm 1988 đều kiên định ủng hộ đảng Cộng hoà). Tuy nhiên, vào nửa sau thế kỉ XX - lúc xảy ra chiến tranh Việt Nam, sức ảnh hưởng của đảng Cộng hoà bắt đầu giảm xuống dần dần.
Sau khi chiến tranh Lạnh kết thúc, cử tri vùng đất phía đông bắc thường hay để mắt chăm chú vào ứng viên tổng thống của đảng Dân chủ. Trong bầu cử tổng thống Hoa Kỳ năm 2000, ứng viên đảng Dân chủ Al Gore đã chiếm được tất cả các bang của khu vực New England trừ New Hampshire ra. Trong bầu cử tổng thống Hoa Kỳ năm 2004, ứng viên đảng Dân chủ đến từ New England ông John Kerry đã giành được toàn bộ 6 bang New England. Trong hai kì bầu cử tổng thống này, trừ vùng bầu cử thứ nhất của bang New Hampshire ra, tất cả các vùng bầu cử đều do đảng Dân chủ nắm giữ.

## Kinh tế
Có rất nhiều nguyên nhân đã dẫn đến tính đặc biệt của kinh tế New England. Về phương diện địa lí, khu vực này tương đối cách trở so với khu vực khác của Hoa Kỳ, diện tích cũng khá nhỏ. Khu vực này có sẵn khí hậu độc đáo và rất nhiều đặc sản, thí dụ như đá granit, tôm hùm, cá tuyết,... Nhân khẩu New England tập trung ở bang có bờ biển và bang phía nam khu vực, cư dân khắp nơi có đặc tính khu vực mạnh mẽ. Công nghiệp dệt may của Hoa Kỳ có trước nhất bắt nguồn ở khu vực phong phú thủy năng như thành phố Lowell (bang Massachusetts), thành phố Lawrence (bang Massachusetts), thành phố Manchester (bang New Hampshire) và thành phố Woonsocket (bang Rhode Island), nhưng sau này bởi vì chi phí kinh doanh tăng cao cho nên các tổ chức xí nghiệp này đã dời khỏi khu vực. Lực lượng lao động bên trong khu vực này có trình độ giáo dục khá cao đã chế tạo số lượng lớn thành phẩm công nghiệp dùng cho xuất khẩu, thí dụ như máy móc đặc chủng, súng đạn, thuốc nổ,... Chừng một nửa hàng xuất khẩu là máy móc dùng cho công nghiệp chế tạo và hoạt động thương mại, thí dụ như máy tính, thiết bị điện lực và điện tử. Những máy móc khí cụ, sản phẩm công nghiệp hoá chất và thiết bị vận tải giao thông này đã tạo thành 3/4 hàng xuất khẩu của khu vực. Thành phố Barre (bang Vermont) khai thác đá granit, thành phố Springfield (bang Massachusetts) sản xuất súng, thị trấn Groton (bang Connecticut) và thành phố Bath (bang Maine) là căn cứ đóng tàu, công cụ cầm tay cỡ nhỏ sản xuất ở làng Turners Falls, bang Massachusetts.
New England cũng xuất khẩu sản phẩm nông nghiệp và ngư nghiệp, có cá, tôm hùm, mạn việt quất, khoai tây Maine và xirô cây phong. Ngành dịch vụ rất phát triển, như ngành du lịch, giáo dục, tài chính, bảo hiểm và ngành kiến trúc. Bộ Thương mại Hoa Kỳ từng đem kinh tế New England ví như hình ảnh thu nhỏ của cả kinh tế Hoa Kỳ.
Tính đến tháng 5 năm 2006, tỉ lệ thất nghiệp của khu vực New England là 4,5%, thấp hơn tiêu chuẩn toàn quốc. Tỉ lệ thất nghiệp bang Vermont thấp nhất, chỉ có 3%; bang Rhode Island cao nhất, 5,5%. Khu vực thấp nhất trong vùng thống kê đại đô thị (MSA) là thành phố South Burlington, bang Vermont, 2,5%; khu vực cao nhất là dải Lawrence - Methuen - Salem thuộc bang Massachusetts và phía nam bang New Hampshire.
Trong 10 thành phố nghèo nhất cả nước Mĩ (chiếu theo tỉ lệ nhân khẩu sống dưới ranh giới nghèo), New England cũng chiếm hai chỗ: Providence, thủ phủ bang Rhode Island và thành phố Hartford, bang Connecticut. Những thành phố này - cũng bao gồm các thành phố khác trong khu vực - đang vùng vẫy trong quá trình dài dằng dặc khi ngành công nghiệp truyền thống Hoa Kỳ suy yếu tụt hậu và lối sống của cư dân ngoại thành chuyển vào một quỹ đạo khác hướng về hiện đại.
Bởi vì khí hậu và thỗ nhưỡng nhiều đá, cho nên New England hoàn toàn không là một vùng mạnh về nông nghiệp. Tuy nhiên có một số bang ở New England đứng đầu về mặt sản lượng, sản phẩm nông nghiệp trong các bang Hoa Kỳ. Bang Maine xếp thứ 9 về ngành thủy sản, bang Vermont xếp thứ 15 về chế phẩm sữa, bang Connecticut và bang Massachusetts lần lượt xếp thứ 7 và 11 về sản lượng cây thuốc lá. Mạn việt quất được vun trồng ở dải khu vực Cape Cod - Plymouth, bang Massachusetts, nhưng việt quất xanh được vun trồng khá rộng ở bang Maine. Tính đến năm 2005, tổng sản phẩm khu vực (GRDP) khu vực New England đã suy xét nhân tố lạm phát có giá trị là 623,1 tỉ đô-la Mĩ. Trong đó bang Massachusetts có giá trị tổng sản phẩm khu vực cao nhất, bang Vermont thấp nhất.

## Văn hoá và xã hội